# Sudar titana (2010.)
Sudar titana je britansko-američki fantastični film iz 2010. godine, redatelja Louisa Leterriera. Obrada je istoimenog filma iz 1981., slobodne obrade grčkog mita o Perzeju. U glavnim su ulogama Sam Worthington, Ralph Fiennes, Gemma Arterton te Liam Neeson kao Zeus. Film je snimljen u 3D i standardnoj inačici, a u svjetsku je distribuciju pušten 2. travnja 2010. godine. Distributer za hrvatsko tržište je Continental film.

## Radnja
U uvodu filma pojavljuju se tri vrhovna boga s Olimpa: Zeus (Liam Neeson), Had (Ralph Fiennes) i Posejdon (Danny Huston). Had je stvorio Krakena, čudovište koje je porazilo Titane. Nakon toga je Zeus stvorio ljude i vladao njima, Posejdon je vladao morima, dok je Hada dopao podzemni svijet. Vremenom je čovječanstvo počelo preispitivati ulogu bogova.
Tisuću godina kasnije, ribar Spyros (Pete Postlethwaite) pronašao je mrtvački sanduk i u njemu živu bebu i njegovu mrtvu majku. Dijete je prihvatio kao svoje te je ono vremenom odraslo u mladića po imenu Perzej (Sam Worthington). Godinama kasnije, Perzej i njegova obitelj loveći ribu svjedočili su uništenju Zeusova kipa od strane argoških vojnika. Taj je čin simbolizirao početak rata ljudi i bogova. U osvetničkom činu, Had masakrira vojnike, pri čemu gine i Perzejeva obitelj. Polumrtvog Perzeja pronašli su argoški vojnici, koji ga vode pred kralja Kefeja (Vincent Regan) i kraljicu Kasiopeju (Polly Walker). Kralj i kraljica se pred Perzejem uspoređuju s bogovima, što ne odobrava njihova kći Andromeda (Alexa Davalos). Had uz Zeusovo dopuštenje kreće kazniti ljudsku neposlušnost te se pojavljuje na dvoru gdje ubija vojnike i pretvara Kasiopeju u staricu te ona umire. Prijeti da će uništiti Arg za 10 dana ako Andromeda ne bude žrtvovana Krakenu.
Perzej nije stradao prilikom Hadova dolaska te se otkriva da je zapravo polubog, čiji je otac sam Zeus, a majka Danaja, supruga kralja Akrizija (Jason Flemyng). Kralj Kefej traži pomoć od Perzeja, kojeg je zatočio u tamnicama Arga. Perzej ispočetka odbija, no nakon što susretne Iju, vječno mladu djevojku (posljedica kazne bogova), pristaje poći u potragu za Grejama, vješticama koje bi mogle znati kako spasiti Andromedu od žrtvovanja. Ija otkriva Perzeju punu istinu o njegovu podrijetlu. Akrizije je, nakon što je saznao da je Perzej Zeusov sin, njega i njegovu majku stavio u mrtvački kovčeg i bacio u more. Zeus je Akrizija, nakon što je to saznao, u bijesu pogodio munjom, unakazivši ga zauvijek. Želeći se osvetiti Hadu zbog toga što mu je pobio obitelj, Perzej pristaje ubiti Krakena te kreće s nekolicinom najboljih argoških vojnika u potragu za Grejama. Saznavši za ovo, Had pošalje Akrizija, sada zvanog Calibos, da ubije Perzeja, prethodno ga darovavši nadnaravnim sposobnostima.
Perzej na svojem putovanju pronađe mač iskovan na Olimpu, a koji ima moć jedino u njegovim rukama. Također naiđe na krilatog konja Pegaza, koji ga prizna za gospodara i dopusti mu uzjahati ga. Calibos neuspješno napadne grupu i pri tome izgubi ruku, nakon čega iz njegove krvi nastanu divovski škorpioni, od kojih Perzeja i prijatelje spasi džin šeik Sulieman, stvorenje s magičnim moćima koje se pridruži grupi.
Junaci od Grejâ saznaju da glava Gorgone Meduze može poraziti Krakena, no da će Perzej i družina pritom poginuti. Nakon toga, Zeus se prvi put ukazuje Perzeju i priznaje ga za sina te ga poziva na Olimp u društvo bogova, što Perzej odbija. Družina putuje u podzemni svijet gdje pronađu Meduzu i u borbi s njom svi ginu osim Perzeja, koji odsijeca Meduzi glavu i vraća se na površinu, gdje vidi Calibosa koji ubija Iju. Perzej u borbi ubija Calibosa. S Meduzinom glavom i na leđima Pegaza leti u Arg, gdje su Hadovi pristaše već vezali Andromedu kako bi je žrtvovali Krakenu. Otkriva se da je cijela priča dio Hadova plana da zbaci Zeusa i zavlada Olimpom.
Nakon velike borbe s harpijama koje je poslao Had, Perzej s pomoću Meduzine glave pretvara Krakena u kamen i spašava Andromedu. U borbi gine kralj Kefej. U završnoj borbi s Hadom Perzej pobjeđuje i šalje kralja podzemlja natrag u njegovo kraljevstvo.
Perzej odbija ponudu Andromede da s njom vlada Argom, kao i Zeusa koji ga ponovo želi odvesti na Olimp. Kako je Perzej odlučan ostati na Zemlji, Zeus uskrsne Iju. Ija i Perzej se zagrle, dok Pegaz leti nad njima.

### Alternativni kraj
Posebni dodaci na DVD-u filma uključuju i alternativni kraj. Nakon poraza Krakena i Hada, Andromeda upada u more i Perzej roni kako bi je spasio. Spašava je od utapanja i ljubi je, čime označava da se zaljubio u nju i ona u njega. Na obali mora Perzej obećava Andromedi da će se vratiti, nakon što obavi jedan razgovor. Uzjahavši na Pegaza, Perzej leti na Olimp gdje se suočava sa Zeusom. Odbija postati bog i vraća se u Arg.

## Uloge
- Sam Worthington − Perzej, Zeusov sin
- Liam Neeson − Zeus, vrhovni bog, vladar Olimpa
- Ralph Fiennes − Had, bog podzemnog svijeta
- Gemma Arterton − Ija, vječno mlada djevojka koja vodi Perzeja u njegovoj potrazi
- Mads Mikkelsen − Draco, vođa Pretorijanaca
- Alexa Davalos − Andromeda, Kefejeva i Kasiopejina kći koja je određena za žrtvu Krakenu
- Natalia Vodianova − mitsko čudovište Meduza
- Danny Huston − Posejdon, bog mora
- Izabella Miko − Atena, božica mudrosti
- Jason Flemyng − Akrizije, mitski kralj Arga
- David Kennedy − Kefejev general
- Tamer Hassan − Ares, bog rata
- Pete Postlethwaite − Spyros, Perzejev poočim
- Polly Walker − Kasiopeja, kraljica Arga
- Vincent Regan − Kefej, kralj Arga
- Luke Treadaway − Prokopion
- Luke Evans − Apolon, bog ljepote i umjetnosti
- Nathalie Cox − Artemida, božica lova i Mjeseca
- Nina Young − Hera, božica braka, Zeusova supruga
- Ian Whyte − šeik Sulieman, džin koji sudjeluje u Perzejevu pothvatu
- Agyness Deyn − Afrodita, božica ljepote
- Paul Kynman − Hefest, bog vatre
- Alexander Siddig − Hermes, glasnik bogova
- Charlotte Comer − Demetra, božica ratarstva i plodnosti
- Jane March − Hestija, božica ognjišta i doma
- Liam Cunningham − Solon

## Stvorenja
- Greje ili Stigijske vještice − tri starice sive kože i samo jednog oka, koje su dijelile među sobom. Hrane se ljudskim mesom.
- Divovski škorpioni − rođeni iz Akrizijeve krvi. Hipnotizirao ih je džin Sulieman.
- Gorgona Meduza − pola žena, pola zmija, čiji pogled pretvara u kamen. Perzej joj odsijeca glavu, dok tijelo pada u krater lave.
- Kraken − divovsko morsko čudovište koje je porazilo Titane i koje je Perzej pretvorio u kamen pomoću Meduzine glave.
- Harpije − ptice s ljudskim licima, Hadove sluge.
- Pegaz − krilati konj, sin Posejdona i Meduze.
- Bubo − mehanička sova koja se pojavljuje u originalu iz 1981. te u obradi.

## Produkcija
Producent Adam Schroeder i scenaristi John Glenn i Travis Wright započeli su 2002. rad na obradi filma Sudar titana iz 1981. godine. Željeli su ukloniti "upravljanje bogova likovima kao na šahovskoj ploči". Producent Basil Iwanyk oživio je projekt 2006. s novim scenarijem Travisa Beachama, ljubitelja originala, koji je zamislio "mračniji i realističniji scenarij". Lawrence Kasdan i redatelj Stephen Norrington priključili su se 2007. godine te je Kasdan ponovo prepravio scenarij. Norringtona, koji je imao dvojbi oko projekta, u lipnju 2008. zamijenio je francuski redatelj Louis Leterrier, poznat po akcijskim filmovima Transporter, Transporter 2, Vjerni Danny i Nevjerojatni Hulk. Leterrier je priznao da je izvorni Sudar titana inspirirao akcijsku završnicu njegova filma Nevjerojatni Hulk.
Scenaristi Phil Hay i Matt Manfredi tijekom ljeta 2008. prepravili su scenarij vodeći se Beachamovim predloškom. Fokus su ponovno stavili na mitologiju i uvažili su mnoge Leterrierove sugestije. Leterrier je tražio pomoć majstora Stop Motion animacije Raya Harryhausena, a u projekt je uključio i konceptnog umjetnika Aarona Simsa, s kojim je već surađivao na Hulku. Također je priznao veliki utjecaj mange Saint Seiya na dizajn oklopa u filmu.
Glavnu je ulogu u filmu dobio Sam Worthington, koji se proslavio Avatarom Jamesa Camerona.

### Konverzija u 3D
Leterrier je želio film snimati u 3D-u, no studio Warner Bros. je to odbio jer se radilo o tada novoj i izuzetno skupoj tehnologiji. Nakon izuzetnog uspjeha Avatara, Warner Bros. je promijenio mišljenje i gotovo prisilio Leterriera da konvertira film, no redatelj nije bio prezadovoljan konačnim rezultatom.

### Lokacije snimanja
Snimanje je započelo 27. travnja 2009. u londonskim Shepperton studijima. Snimalo se i u Walesu te na Kanarima (u nacionalnom parku Teide, koji se nalazi na UNESCO-ovom popisu mjesta svjetske baštine). Neke su scene snimane i na Islandu te u Etiopiji.

### Glazba
Glazbu za film skladao je Nijemac iranskog podrijetla Ramin Djawadi, koji se proslavio glazbom za Iron Mana. Album je izašao 30. ožujka 2010. godine.

#### Popis skladbi s albuma
| Br. | Skladba                             | Trajanje |
| --- | ----------------------------------- | -------- |
| 1.  | »The Storm That Brought You To Me«  | 4:50     |
| 2.  | »There Is A God In You«             | 1:38     |
| 3.  | »Perseus«                           | 6:34     |
| 4.  | »You Can't Hide From Hades«         | 3:30     |
| 5.  | »Medusa«                            | 4:07     |
| 6.  | »Scorpioch«                         | 3:23     |
| 7.  | »Argos«                             | 1:53     |
| 8.  | »You Fall, You Die«                 | 1:14     |
| 9.  | »Written In The Stars«              | 2:54     |
| 10. | »Pegasus«                           | 2:22     |
| 11. | »Bring Everything (But The Owl)«    | 1:47     |
| 12. | »Killed By A God«                   | 1:50     |
| 13. | »Djinn«                             | 1:56     |
| 14. | »Eyes Down«                         | 1:56     |
| 15. | »You Were Saved For A Reason«       | 1:20     |
| 16. | »Redemption Through Blood«          | 2:14     |
| 17. | »I Have Everything I Need«          | 3:15     |
| 18. | »King Acrisius«                     | 2:27     |
| 19. | »It's Expensive Where You're Going« | 2:50     |
| 20. | »Be My Weapon«                      | 10:09    |
| 21. | »The Best Of Both«                  | 1:29     |
| 22. | »Release The Kraken«                | 6:04     |
| 23. | »It's Almost Human Of You«          | 3:15     |

## Premijera
Premijera Sudara titana izvorno je bila zakazana za 26. ožujka 2010., no nakon konverzije u 3D, održana je 2. travnja. Pretpremijera je održana 30. ožujka u gradu Santa Cruz de Tenerife na Kanarima.

## Kritika
Tek 28% recenzenata na stranici Rotten Tomatoes pozitivno se izjasnilo o filmu, koji "ne može ponuditi dovoljno vizualnih uzbuđenja da nadoknadi manjkavosti scenarija". Slične je ocjene film dobio na stranici Metacritic.
Poznati Roger Ebert film smatra "zabavnim" te mu je dodijelio 3 od 4 zvjezdice. Richard Corliss iz časopisa Time shvaća da se mnogim kritičarima film nije svidio, ali je njemu "akcijska avantura punog gasa" koja je "vrlo gledljiva u 2D".
Dragan Antulov smatra da su "par lucidnih trenutaka režisera jedini razlog zbog kojeg Sudar titana nije zaslužio naslov najgore holivudske obrade svih vremena". Marko Njegić iz Slobodne Dalmacije mišljenja je pak da je Clash of the Titans "vizualno prilično neuredan za jedan "božanski" spektakl iskovan na Olimpu. Specijalni efekti pokazali su se jednom u nizu njegovih brojnih "Ahilovih peta". "Titani" su se i u tom segmentu "sudarili" s kvalitetom, posrnuli i pali ravno na tjeme". Goran Jovetić smatra da će se "ljubiteljima grčke mitologije od Sudara titana sigurno dići kosa na glavi".

## Utržak na kino blagajnama
Film je u otvarajućem vikendu utržio preko 61 milijun USD u SAD-u i Kanadi. Slične su rezultate tog tjedna postigli i filmovi Savršeni spoj te Kako izdresirati zmaja, a Sudar titana zauzimao je broj 1 dva tjedna zaredom. Do kraja rujna u svijetu je zaradio 493.214.888 USD.

## Nastavak
U nastavku filma, najavljenom za 2012., Worthington će ponoviti ulogu Perzeja. Louis Leterrier je odmah najavio da neće režirati film, ali će sudjelovati kao izvršni producent.

## Vanjske poveznice
- Službena stranica[neaktivna poveznica] (engl.)
- Sudar titana u internetskoj bazi filmova IMDb-a
- Sudar titana na Box Office Mojo
- Sudar titana na Rotten Tomatoes